# Mārtiņš Laksa
Mārtiņš Laksa (Riga, 26 giugno 1990) è un cestista lettone.

## Palmarès
- Campionato lettone: 3

VEF Riga: 2010-11
Ventspils: 2013-14
Valmiera: 2015-16
- Lega Baltica: 1

Ventspils: 2012-13